# Mission prévention et sécurité routière dans les armées

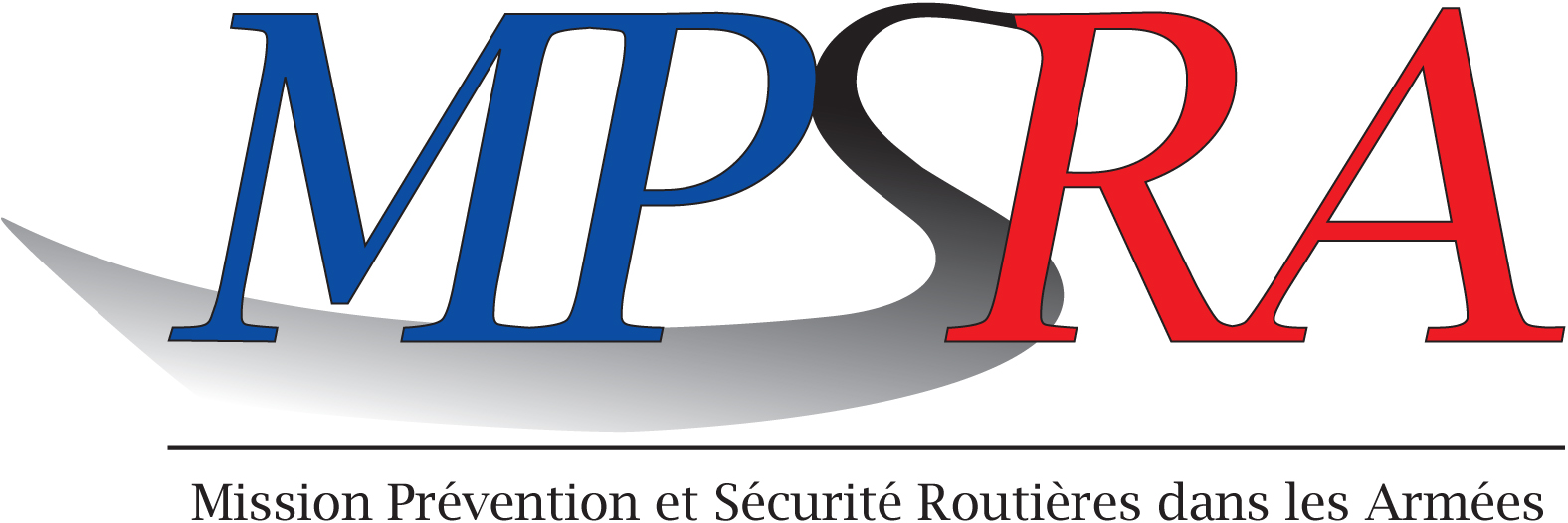

La MPSRA (Mission prévention et sécurité routières dans les armées créée en 1977), avec, parmi ses ateliers, la CAO (conduite analysée par ordinateur) est une cellule du ministère de la défense servant à responsabiliser les 312 000 agents à un comportement routier responsable au même titre que la prévention routière civile. Des partenariats (DSCR, Prévention routière, AGPM, CIEC, etc.) permettent une politique commune et ciblée pour plus d’efficacité. Elle participe aussi à la charte européenne de la sécurité routière qui rassemble des entreprises, des associations, des établissements de recherche et des autorités publiques pour réduire le nombre de victimes de la route. Devenue MPSRMD, elle travaille aux normes ISO 9001.

## Objectifs:sécuritéetécoconduite
Réduire le nombre et la gravité des accidents de la route, la pollution, en changeant de façon durable le comportement des conducteurs du ministère de la défense (au travail comme  dans leur vie privée).

## Résultats
D’une centaine de tués sur la route en service en 1977, les armées (moyenne d’âge : 27 ans)  sont passées à moins de 10 tués en 2009 pour environ 600 millions de kilomètres par an  .

## Moyens mis en œuvre

### Conception et production

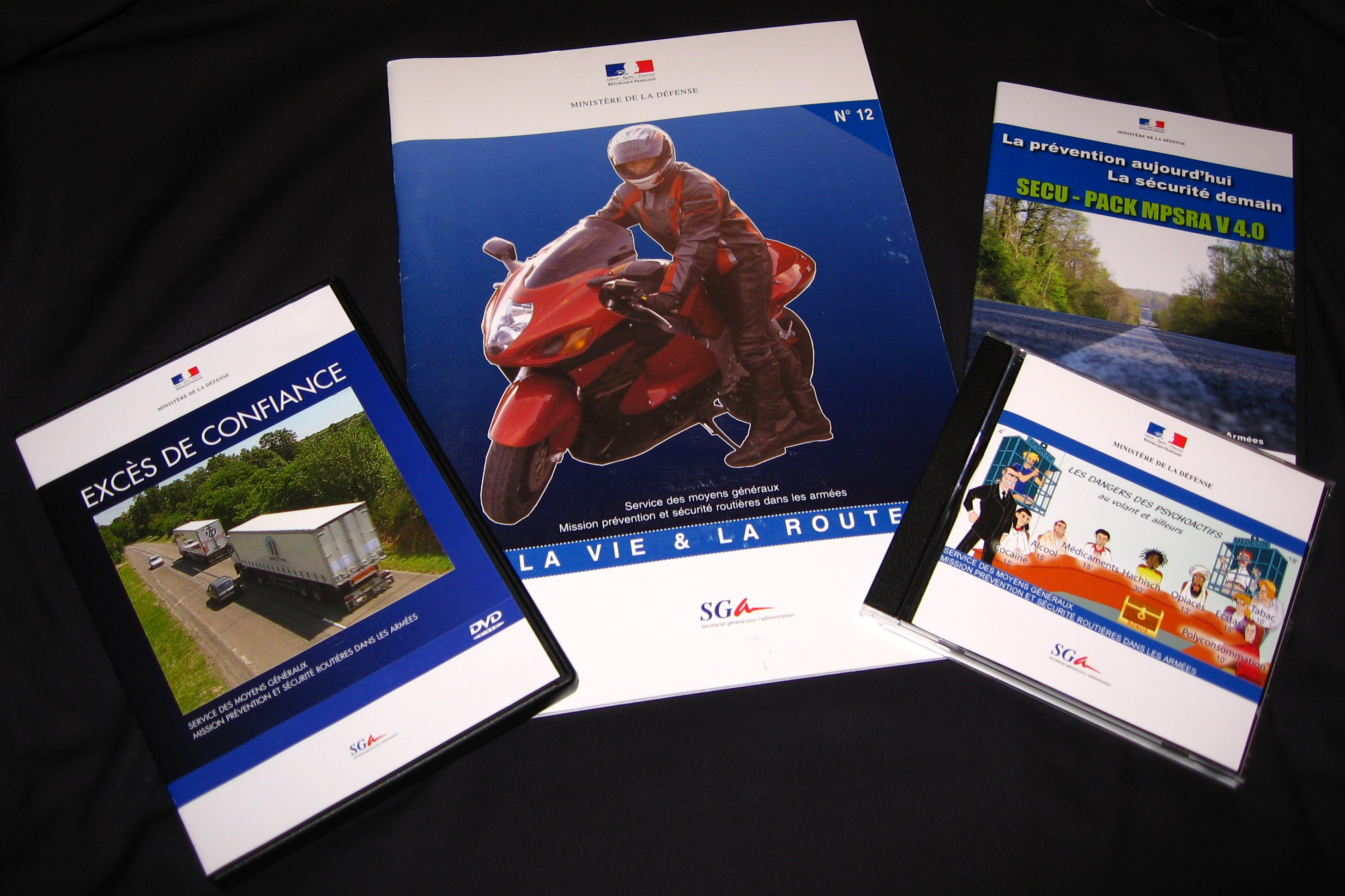
Chaque revue traite d’un thème

Cette mission produit un fascicule de 60 pages semestriel sur certains thèmes qui se veulent exhaustifs (moto, vision, code, etc.), et tous les deux ans, elle réalise un DVD sur un thème précis, comme par exemple les angles morts. Tous ces supports qui aident les chargés de prévention des unités militaires dans leurs actions annuelles sont à disposition de tous les agents du ministère de la défense.

Les opérations extérieures à la France (OPEX) sont une préoccupation majeure au sujet de la sécurité routière militaire. Comme en gendarmerie pour les motocyclistes, le but est d'arriver à automatiser 80 % des gestes du conducteur pour qu’il se consacre à son principal travail, c'est-à-dire les patrouilles en territoires difficiles.

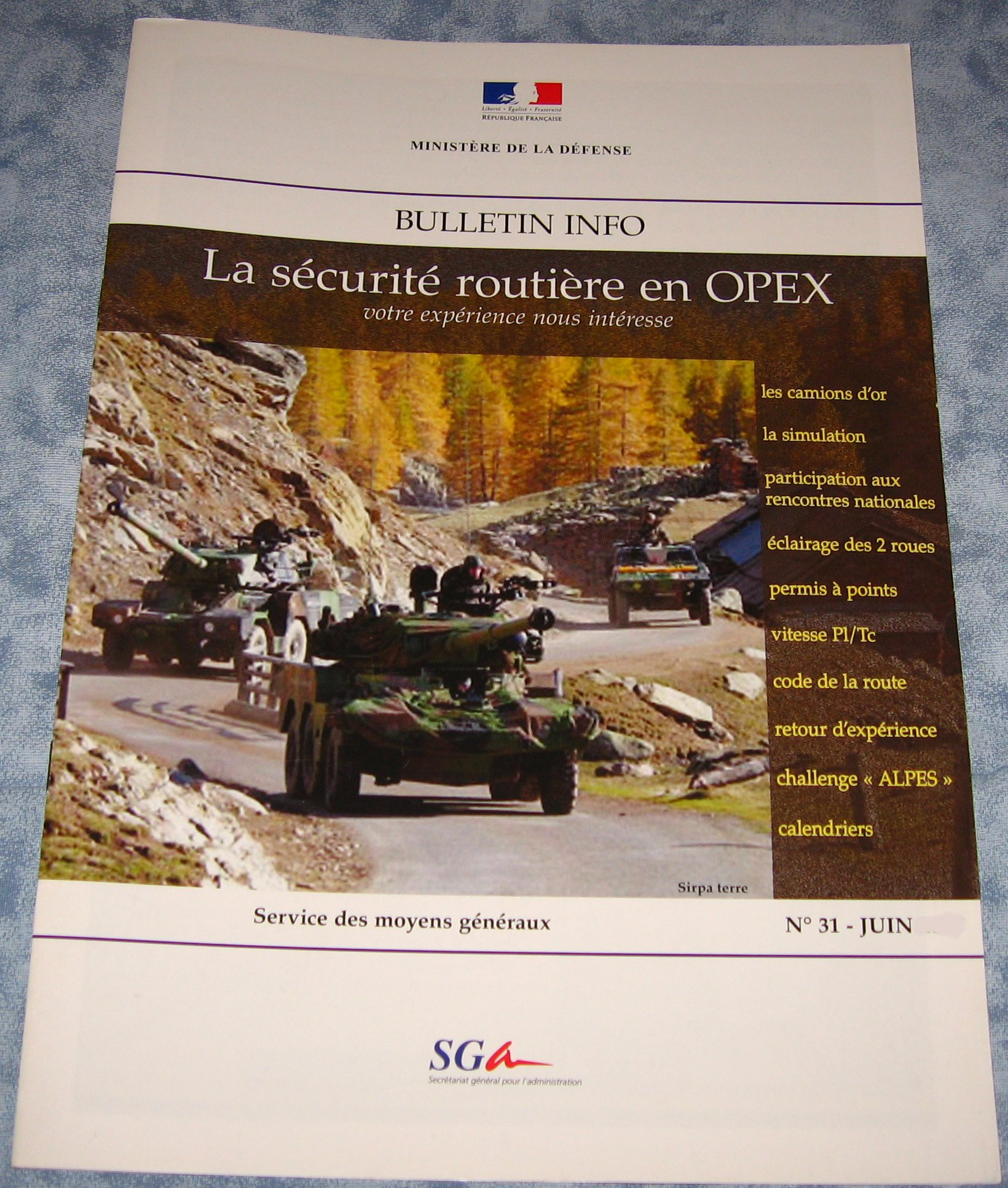
Sécurité routière en territoires difficiles

### Conduite analysée par ordinateur(brevet HDM)

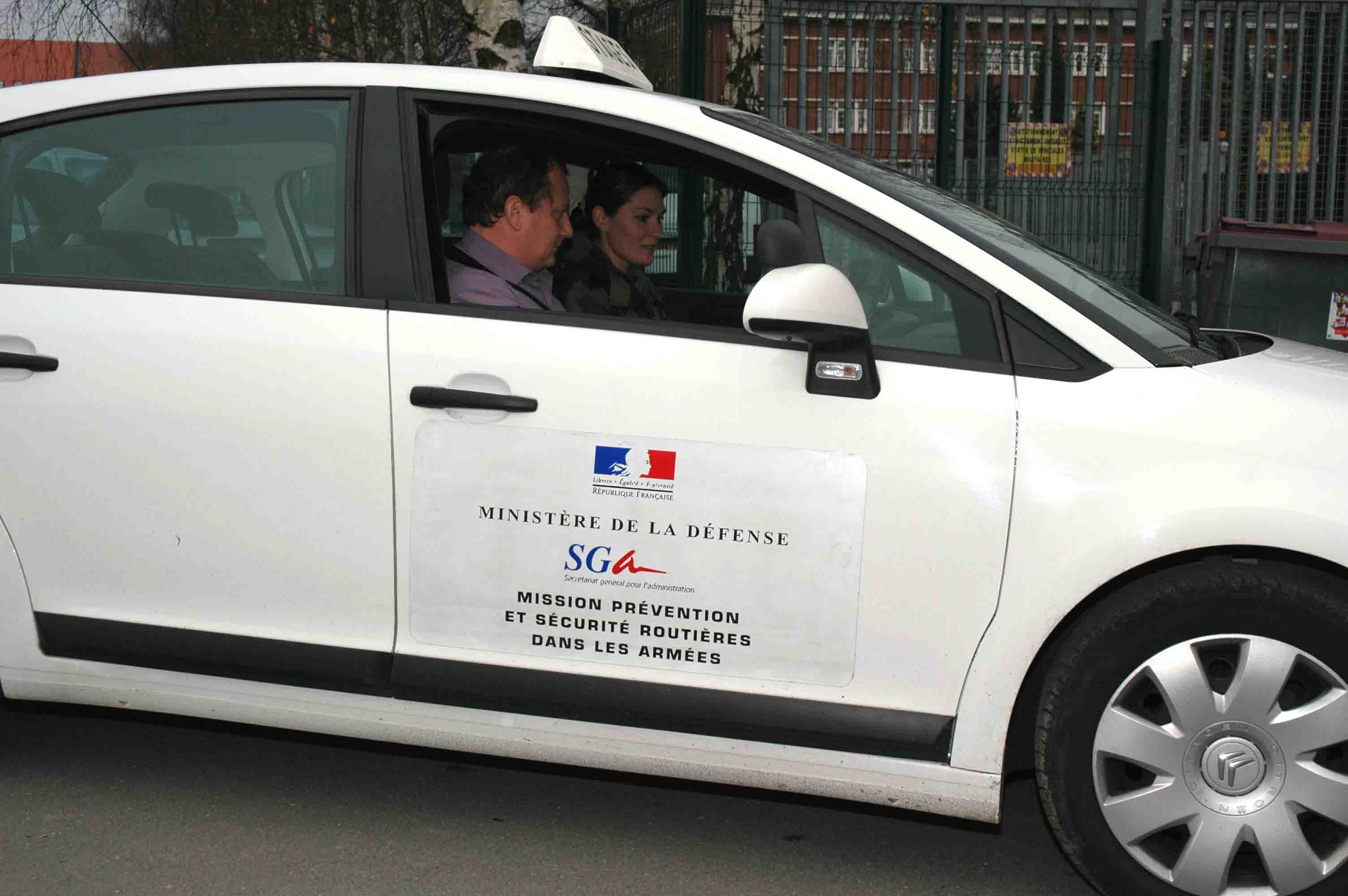
Véhicule de la MPSRA servant aux audits

- analyse, par la prise diagnostique du véhicule et un ordinateur portable dans la voiture, le comportement du conducteur pour l'informer des risques qu'il prend et fait prendre aux autres. 
- Sensibilise à l’écoconduite pour tenter de diviser par 2 la pollution tout en conservant une même vitesse moyenne (voiture, poids lourds).
Une circulaire du ministre de la défense a désigné la MPSRA pour former et sensibiliser les conducteurs des armées à l’écoconduite pour les voitures, à la suite du Grenelle de l’environnement.
D’autre part, une réforme du permis de conduire a eu lieu en juin 2010 incluant un module écoconduite qui est  appliqué depuis 2008 par la MPSRA.
Il y a évidemment corrélation entre écoconduite et sécurité routière, notamment par le biais du regard allant chercher les indices utiles.

### Stages
- Former des cadres éducateurs qui serviront de relais dans toutes les unités militaires.

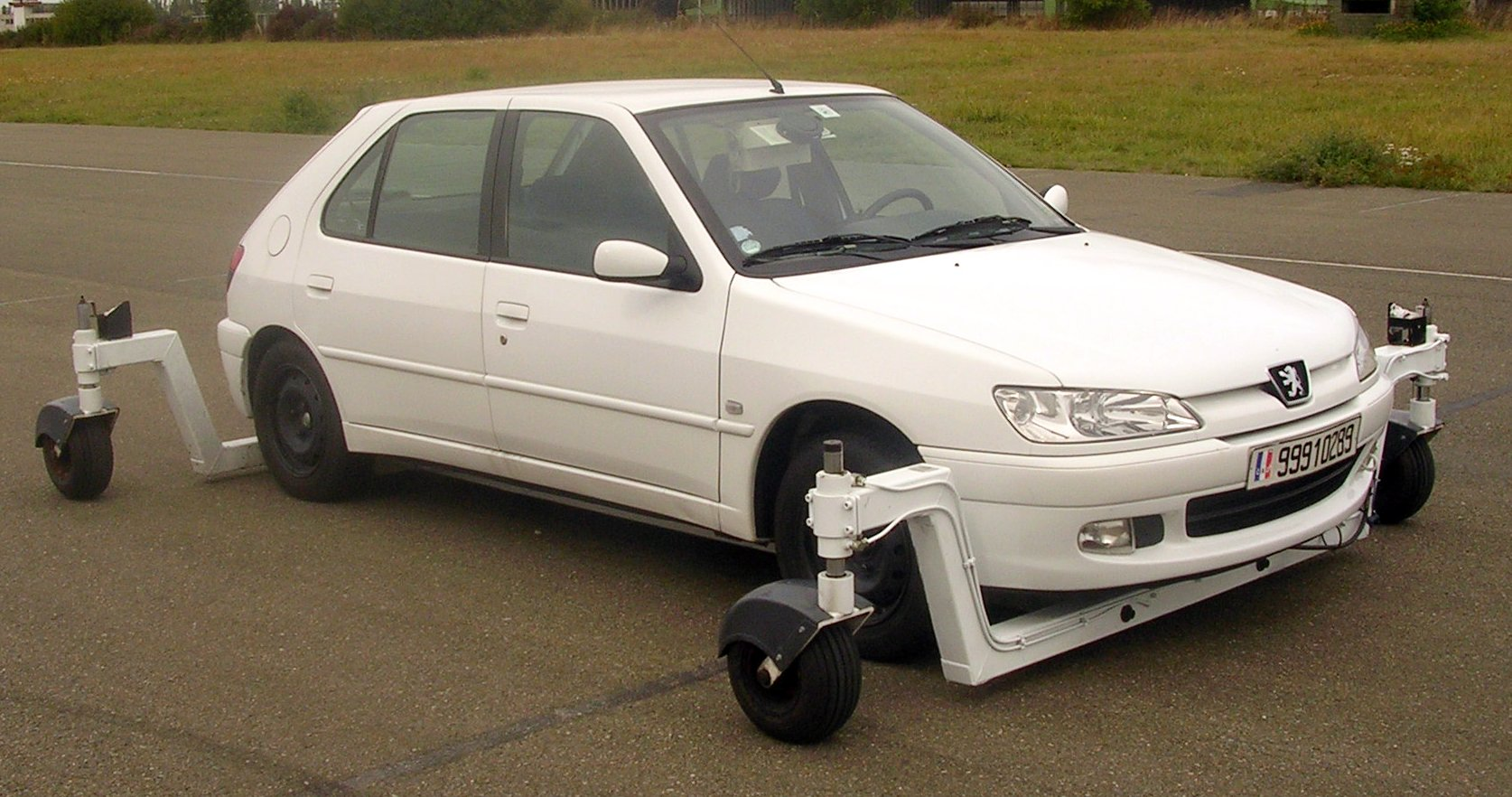
Simulateur de perte d'adhérence (survirage, sous virage, verglas, pluie) à faible vitesse

### Conseils de la MPSRA pour polluer et consommer moins
- Porter le regard à l’équivalent d’un terrain de foot (100 m ou 7 semi-remorque) pour anticiper,
- Freiner le moins possible,
- Lâcher l’accélérateur le plus souvent possible pour être en coupure d’injection,
- Passer les rapports de vitesse le plus rapidement possible sans dépasser 2 000 tr/min,
- Respecter, en prenant un repère fixe, l'intervalle de 3 secondes entre 2 véhicules.

### Moyens itinérants de la MPSRA
Un ensemble de véhicules (avec différents ateliers) est à la disposition des chargés de prévention des unités pour les aider dans leurs actions.

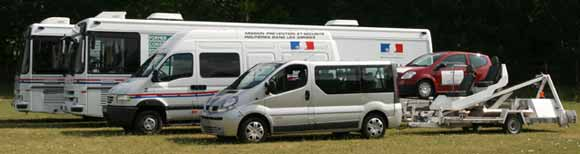
Moyens itinérants à disposition des armées.

- Un film, une explication, suivi de la pratique « voiture tonneau et auto choc » pour prendre conscience de l’utilité de la ceinture (choc à 56 km/h contre un mur : 37 G ; à 64 km/h : 49 G, 1 G étant le poids de son corps).

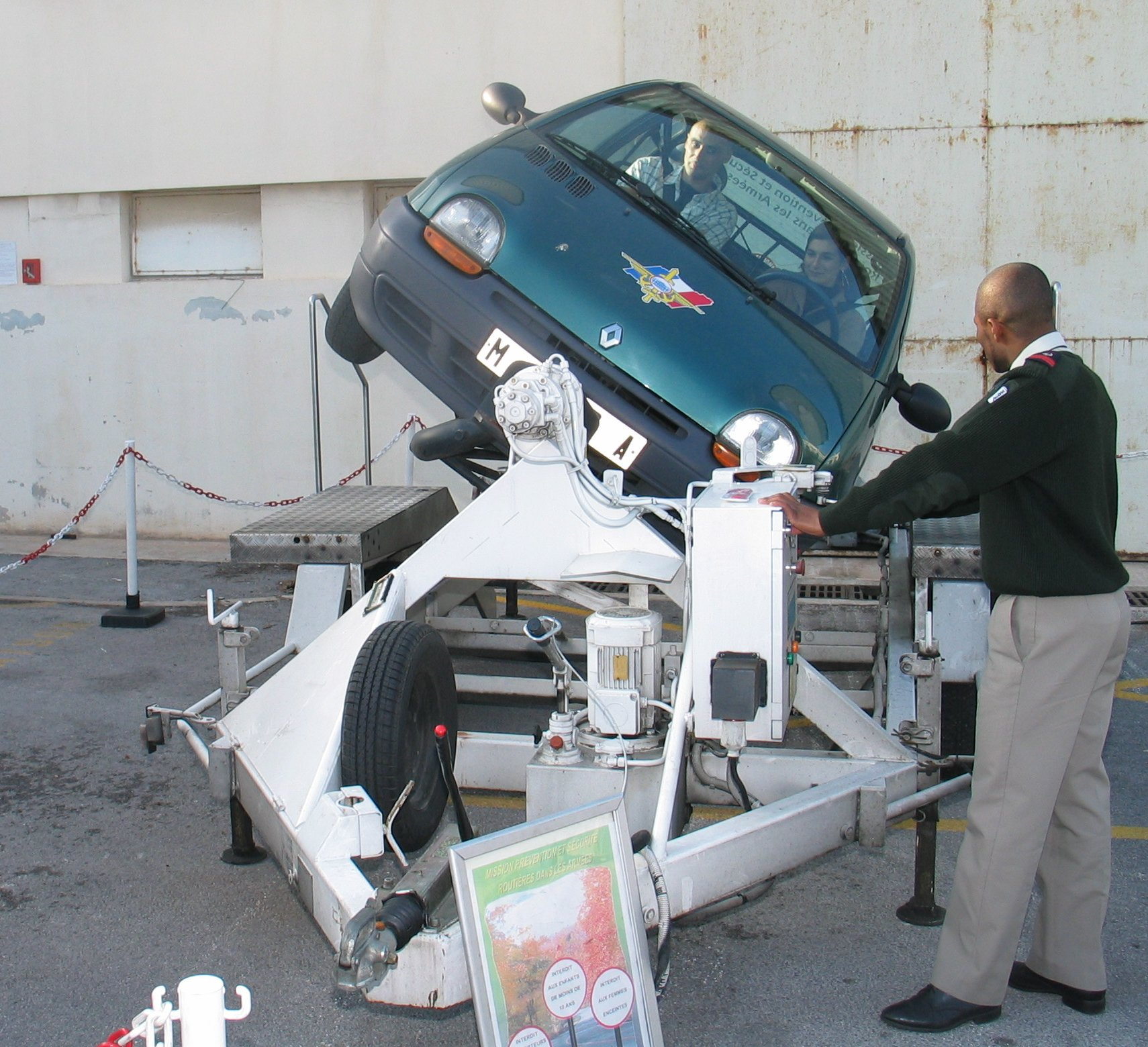
Serrée, à plat, sur les os du bassin, la ceinture est efficace.
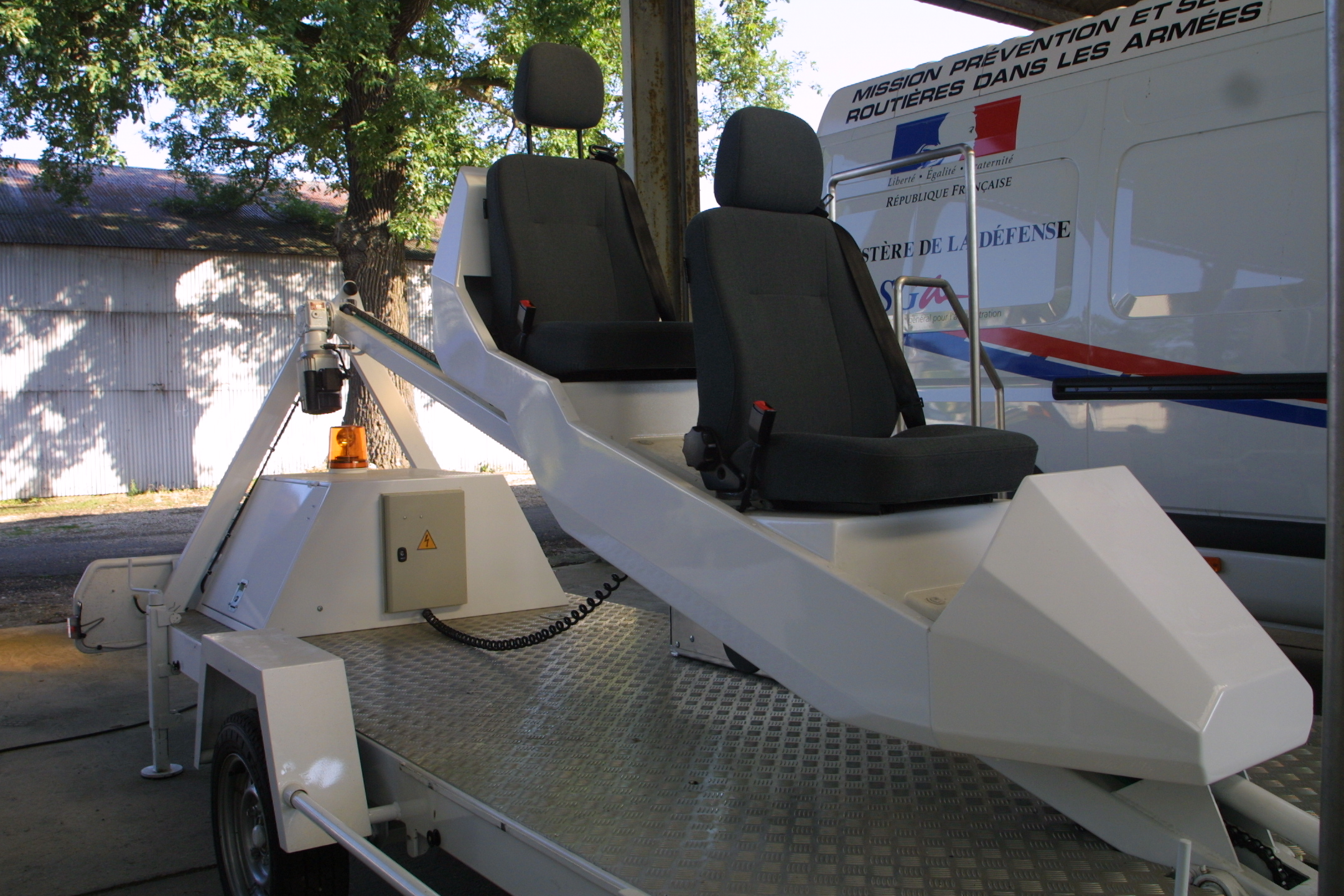
L’auto choc démontre l'efficacité de la ceinture en cas de décélération brutale (8 km/h)

- Un simulateur de situation d’urgence moto pour prendre conscience de certaines situations qu’on ne maîtrise pas toujours.

Les réactions face aux situations d’urgence sont parfois surprenantes et il faut développer une prise de conscience et des automatismes pour permettre aux motards de rester vivants. Les problèmes courants sont une utilisation unique du frein avant, un déficit de perception et surtout une certitude d'être vu par l'automobiliste, alors qu'il n'en est rien.

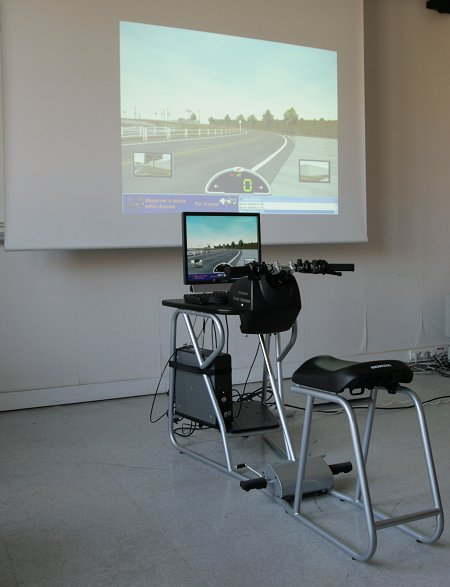
Simulateur de situations d'urgences moto

- Un simulateur voiture pour découvrir des situations d’urgence et analyser les réactions du conducteur,

- Un simulateur d’alcoolémie (logiciel + lunettes spéciales) pour prendre conscience des effets de l’alcool

L'alcoolémie, non les effets, varie en fonction de l'âge, du poids, du sexe et de la taille de la personne. Les effets vont varier en fonction de la température, du mode d'absorption, de la fatigue et de l'habitude.

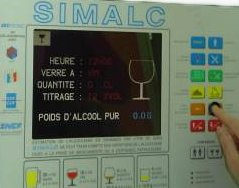
Mesure le taux d'alcool virtuel en fonction de sa consommation et de différents paramètres

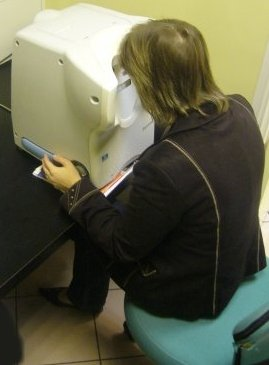
Décèle les moindres défauts visuels car 90 % des infos des conducteurs passent par les yeux

- Une salle de code pour se remémorer la base, 648 questions dont 150 sur le comportement et l'écoconduite constituent la nouvelle mouture du permis de conduire.

- Des ergovisions permettant de déceler la plupart des problèmes visuels : myopie, champs visuel, résistance à l'éblouissement, fatigue de près et de loin, astigmatisme, vision de nuit, sont une partie des problèmes non décelés qui nuisent à une bonne perception de l'environnement routier.

- Des audio tests permettant de déceler les problèmes d’auditions : la destruction des cellules cillées (espèce de poils non renouvelables) dans l'oreille interne sont déterminantes dans la déficience auditive. Ne plus être averti des bruits extérieurs fait courir un danger au conducteur.

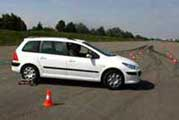
Simulateur de perte d'adhérence en survirage. Permet le travail du regard

- Un véhicule équipé d’un système de perte d’adhérence (survirage), permettant de travailler le regard et certains automatismes,

- Un freinographe (9/10 des conducteurs méconnaissent la technique d’un freinage d’urgence). En urgence, appuyer des deux pieds sur l'embrayage, le frein, en prenant appui sur le volant et ne pas lâcher jusqu'à l'arrêt du véhicule (ABS).

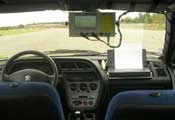
permet de prendre conscience des distances totales d'arrêt

### Conseils de la MPSRA pour rester envie
- Regard porté à l’équivalent d’un terrain de foot (100 m),
- Regard mobile (gauche, centre, droite),
- Identification des zones de dangers potentiels,
- Pied au-dessus du frein à chaque zone de non visibilité pour diviser par 2 le temps de réaction,
- Faire un stage post-permis (et l’offrir à ses proches),
- Conduite accompagnée.